# 庫倫達區

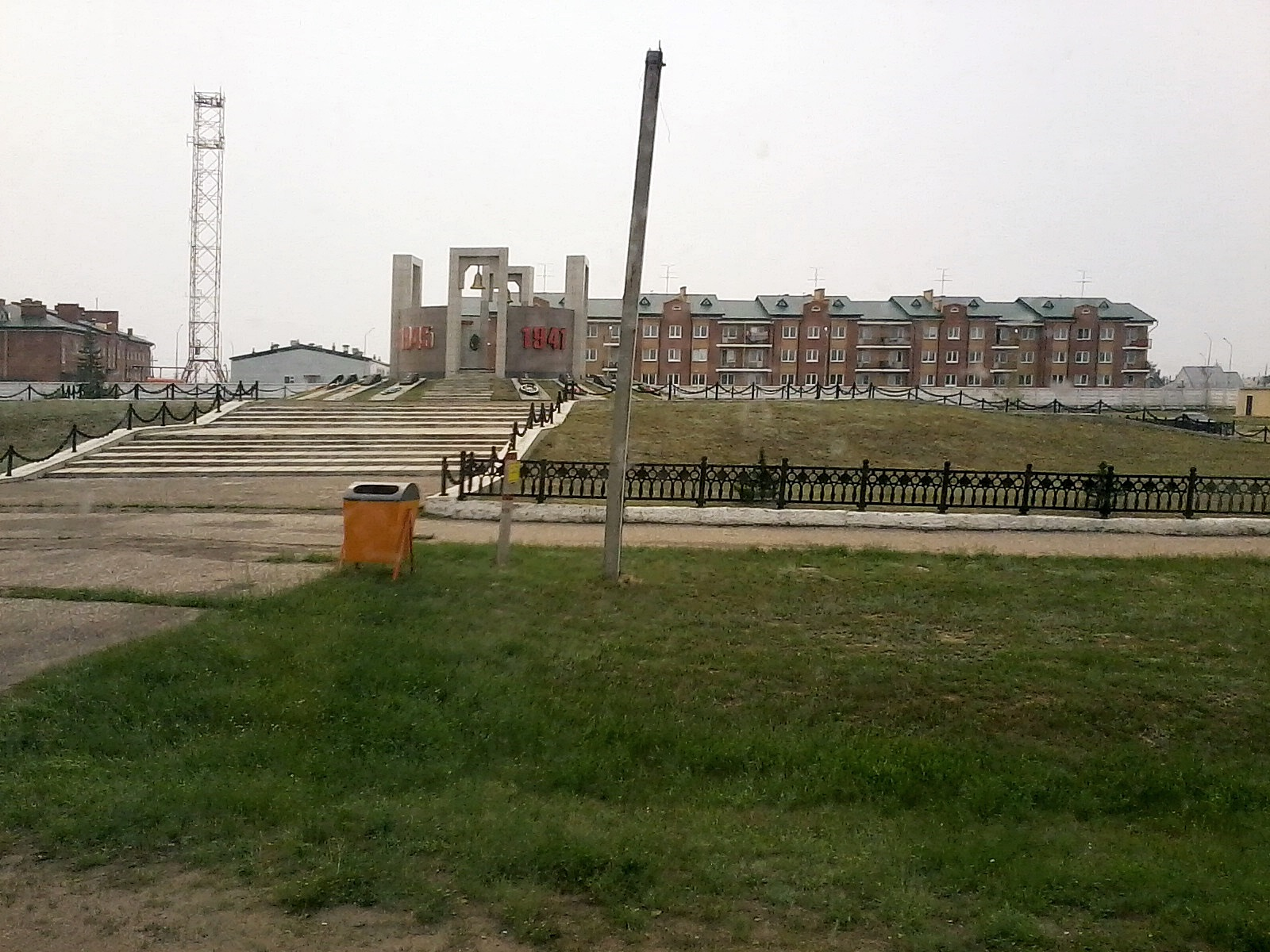

52°34′00″N 78°56′50″E / 52.56667°N 78.94722°E
庫倫達區（俄语：Кулундинский район），是俄羅斯的一個區，位於該國南部，由阿爾泰邊疆區負責管轄，面積1,980平方公里，2010年人口23,000，人口密度每平方公里11.62人。